# Солверд
Солверд (нід. Solwerd) — селище в нідерландській провінції Гронінген. Входить до складу муніципалітету Емсделта. У селищі знаходиться церква, яка була побудована 1783 року.
Солверд розташований на східній стороні Аппінгедама і фактично став житловим районом цього міста.